# Histoire de l'amour
Pour le film de Radu Mihaileanu sorti en 2016, voir L'Histoire de l'amour.
Le Qing shi  (情史 Histoire de l’amour) ou Qingshi leilüe (情史類略 Histoire des catégorisations de l'amour) est un recueil de récits en chinois classique  attribué à Feng Menglong (馮夢龍 1574-1645).

## Présentation
Le Qing shi a été rédigé vers 1628~1630. C'est une anthologie d'histoires d'amour, qui est considérée comme l'un des ouvrages les plus représentatifs du « culte du Qing » (culte des émotions/des sentiment/de l'amour), expression contemporaine désignant un courant littéraire  très présent à la fin de la dynastie Ming et sous la dynastie Qing. Il a été défini « comme une réflexion sur le phénomène de l'amour et comme la tentative la plus large en Chine traditionnelle de retracer les origines de la pulsion de reproduction, puis de balayer toute la gamme de ses formes culturelles, y compris les plus purement hédonistes et ses diverses réélaborations surnaturelles »,.
Cette anthologie à visée encyclopédique se présente sous la forme d'une compilation de textes, organisée en 24 chapitres (exemple : catégorie de la fidélité en amour, catégorie des amours prédestinées, catégorie des aventures amoureuses,…) avec sous-sections thématiques, et agrémentée d'un très important corpus de paratexte (préfaces, notes, récits connexes en miroir, etc), l'objectif affiché étant de catégoriser les récits pour en dégager un savoir.